# Lyra McKee
Lyra Catherine McKee (/ˈlɪərə məˈkiː/ 31 de març de 1990 - 18 d'abril de 2019) va ser una periodista d'⁣Irlanda del Nord que va escriure per a diverses publicacions sobre les conseqüències dels Troubles. També va ser editora de Mediagazer, un lloc web d'agregador de notícies. El 18 d'abril de 2019, McKee va rebre un tret mortal durant els disturbis a la zona de Creggan de Derry.

## Vida primerenca i educació
McKee va néixer el 31 de març de 1990 a Belfast, Irlanda del Nord. El seu interès pel periodisme va començar als catorze anys quan va escriure per al diari de l'escola de l' institut de Santa Gemma. L'any següent es va unir a Headliners, una organització benèfica que donava suport als joves ajudant-los a desenvolupar habilitats periodístiques, i gràcies a això va rebre el Premi Jove Periodista per Sky News el 2006. Va estudiar periodisme en línia a la Universitat de Birmingham City amb Paul Bradshaw, cursant un màster en arts, però no es va graduar. Va rebre pòstumament un màster en periodisme en línia el gener de 2020; la seva germana, Nichola Corner, va acceptar el títol en nom seu.

## Carrera professional
El 2011, McKee es va incorporar al personal de l'agregador de notícies Mediagazer, un lloc germà de l'agregador de notícies tecnològiques Techmeme. El 2014, va cridar l'atenció del públic amb una publicació al bloc titulada "Carta al meu jo de 14 anys" en què descrivia els reptes de créixer lesbiana a Belfast; posteriorment es va convertir en un curtmetratge. El treball de McKee com a periodista va incloure una sèrie de peces que van aparèixer tant en mitjans nacionals com internacionals. Entre aquests hi havia articles que va escriure per a Mosaic (republicat per The Atlantic), The Belfast Telegraph, Private Eye i BuzzFeed News. El 2016, la revista Forbes la va nomenar com una de les seves "30 menors de 30 anys als mitjans" a causa de la seva feina com a periodista d'investigació.
La publicació del seu primer llibre, una obra de no-ficció titulada Angels with Blue Faces, era imminent en el moment de la seva mort. Tractava de l'assassinat per part de l'IRA Provisional del diputat de Belfast Robert Bradford. McKee va buscar finançament col·lectiu per finançar la seva publicació, i estava programada per a la publicació d'Excalibur Press. Posteriorment, va signar un acord de dos llibres amb Faber and Faber. En el moment de la seva mort, el seu segon llibre, The Lost Boys, estava programat per a la publicació per Faber el 2020, però va romandre inacabat. Es tracta de les desaparicions de Thomas Spence i John Rodgers de Belfast's Falls Road el novembre de 1974. Faber i Faber havien comparat el treball amb el de Stasiland d'Anna Funder i The Missing d'Andy O'Hagan.
McKee va escriure sobre les conseqüències de The Troubles. Sobretot va escriure'n a "Suicide of the Ceasefire Babies", un article sobre suïcidis adolescents relacionats amb el conflicte. En el moment de la seva mort, McKee estava investigant assassinats no resolts durant The Troubles a Irlanda del Nord de finals del segle xx. El març de 2019, l'escriptor de l'Irish Times, Martin Doyle, va presentar McKee al seu article "Best of Irish: 10 rising stars of Irish writing".
Va donar una xerrada TEDx, "How uncomfortable conversations can save lives", a TEDxStormont Women el 2017, sobre el tiroteig de la discoteca d'Orlando el 2016. El 2018, es va convertir en síndica de Headliners, l'organització benèfica que l'havia ajudat quan era adolescent a començar la seva carrera periodística.
McKee era la parella de Sara Canning, una infermera de l'Hospital de l'àrea d'Altnagelvin, i s'havia traslladat a Derry per estar amb ella. Després de la seva mort, es va revelar que havia estat planejant proposar-li matrimoni a Canning i que havia comprat un anell de compromís.

## Mort
El 18 d'abril de 2019, McKee va rebre un tret durant uns disturbis a la zona de Creggan de Derry, Irlanda del Nord. La violència va esclatar després de les batudes policials als dissidents amb l'objectiu de confiscar municions abans de les desfilades commemoratives de l'⁣Aixecament de Pasqua que tindrien lloc a la zona el cap de setmana. Els disturbis es van centrar a Fanad Drive. Els joves van llançar còctels de gasolina i van cremar dos vehicles. La policia va dir que un home armat va disparar fins a dotze trets contra els agents de policia. McKee, que estava a Fanad Drive i a prop d'un Land Rover de policia blindat, va resultar ferida al cap. Imatges de telèfons mòbils i imatges de CCTV de la policia mostraren un pistoler emmascarat, que es creu que era membre del Nou IRA, obrint foc amb una pistola. McKee va ser traslladada per la policia, en un Land Rover blindat, a l'Hospital de l'àrea d'Altnagelvin, on més tard va morir. La policia va culpar els republicans dissidents de la seva mort. L'última vegada que un periodista va ser assassinat al Regne Unit va ser l'assassinat de Martin O'Hagan el 2001.
Li van sobreviure la seva parella, la seva mare, dos germans i tres germanes.

### Exèquies i vigílies
El funeral de McKee va tenir lloc a la catedral anglicana de Santa Anna, Belfast, el 24 d'abril. Hi van assistir la primera ministra britànica Theresa May, el president irlandès Michael D. Higgins, el Taoiseach Leo Varadkar, la líder del DUP Arlene Foster, la líder del Sinn Féin Mary Lou McDonald i la vicepresidenta del Sinn Féin Michelle O'Neill, i el líder del Partit Laborista Jeremy Corbyn. Els membres del Sindicat Nacional de Periodistes van formar una guàrdia d'honor. El taüt de McKee va ser rebut entre aplaudiments del públic que l'esperava quan arribava a la catedral.
Colum Eastwood, Arlene Foster, Naomi Long i Mary Lou McDonald van assistir a una vetlla al lloc de la seva matança celebrada el 19 d'abril. Es va celebrar una segona vetlla a l'Ajuntament de Belfast i va comptar amb la presència de l'autor Anna Burns i John O'Doherty del Rainbow Project, una organització benèfica pels drets LGBT a Irlanda del Nord.

### Reaccions a la mort
La primera ministra britànica Theresa May va qualificar l'assassinat d'"impactant i sense sentit", dient que McKee "va morir fent la seva feina amb gran coratge". El taoiseach Leo Varadkar va dir que "la nostra solidaritat també es dirigeix a la gent de Derry i a tota la comunitat periodística. No podem permetre que aquells que volen propagar la violència, la por i l'odi ens arrosseguen al passat". El president irlandès Michael D. Higgins, va dir que "la pèrdua d'un periodista en qualsevol moment a qualsevol part del món és un atac a la veritat mateixa".
La presidenta de la Cambra de Representants dels Estats Units, Nancy Pelosi, que havia visitat Derry només unes hores abans dels fets, també va condemnar l'assassinat. L'atac va ser condemnat pels líders religiosos de moltes confessions, entre ells Ken Good, bisbe de l'Església d'Irlanda de Derry i Raphoe⁣; Diarmuid Martin, arquebisbe catòlic de Dublín⁣; Donal McKeown, bisbe catòlic de Derry⁣; i Charles McMullen, moderador de l'⁣Església presbiteriana d'Irlanda. Altres personatges públics per expressar el condol inclouen Karen Bradley, secretària d'Estat per a Irlanda del Nord⁣; i l'expresident dels Estats Units Bill Clinton. Séamus Dooley, secretària general adjunta de la Unió Nacional de Periodistes d'Irlanda del Nord, la va descriure com "una periodista de coratge, estil i integritat".
Els líders dels principals partits polítics d'Irlanda del Nord, el DUP, Sinn Féin, UUP, SDLP, Alliance Party i Green Party, van emetre un comunicat conjunt en què condemnaven l'assassinat de McKee i el van descriure com "un atac a tota la gent d'aquesta comunitat, un atac a la pau i als processos democràtics". També van dir que va ser un "acte inútil i inútil per destruir els avenços fets durant els darrers 20 anys, que compta amb el suport aclaparador de la gent d'arreu". A més, van reiterar el seu suport al Servei de Policia d'Irlanda del Nord, que eren els objectius previstos de l'atac amb armes.

### Investigacions i processaments
El web d'investigació Bellingcat va publicar una "Enquesta de codi obert" del tiroteig. El mateix dia, la policia havia detingut dos homes, de 18 i 19 anys, sospitosos d'estar implicats en l'assassinat de McKee. Van ser alliberats sense càrrecs l'endemà. El 23 d'abril, The Irish News va publicar un article en què afirmava que el Nou IRA havia admès la responsabilitat de l'assassinat, va declarar que McKee no era l'objectiu previst de l'assassinat i va oferir disculpes a la família i la parella de McKee. El mateix dia, la policia va detenir una dona de 57 anys en relació amb l'assassinat; més tard va ser alliberada sense càrrecs.
El 25 d'abril, l'organització benèfica de prevenció del crim Crimestoppers va oferir una recompensa de fins a 10.000 £ per informació que conduís a la condemna dels responsables de l'assassinat. L'1 de maig, el PSNI va confirmar que oferiria l'anonimat a tots els testimonis que es presentessin amb informació.
Leona O'Neill, una periodista de Derry que va presenciar i va escriure sobre l'assassinat de McKee, més tard va rebre amenaces a Internet, al·legant que era la responsable o que havia inventat el seu relat del tiroteig.
L'11 de febrer de 2020, quatre homes, de 20, 27, 29 i 52 anys, van ser detinguts en virtut de la Llei de terrorisme a Derry. Un home de 52 anys va ser acusat de l'assassinat de McKee l'endemà. A principis de juny de 2020, la policia va recuperar l'arma homicida, una pistola Hämmerli X-Esse .22 LR, de la zona de Ballymagroarty de Derry. Niall Sheerin, un home de 28 anys de Derry, va ser acusat posteriorment de posseir una arma de foc en circumstàncies sospitoses i de posseir una arma de foc amb la intenció de posar en perill la vida d'algú; va negar els càrrecs. En una declaració de 2021 al Tribunal Superior de Belfast, la fiscalia va dir que l'arma havia estat utilitzada en quatre atacs paramilitars entre setembre de 2018 i març de 2019. El setembre de 2022, Sheerin va ser condemnat a set anys de presó per tenir l'arma, però no per cap implicació en l'assassinat de McKee.
El 10 de març de 2023, dos homes van comparèixer per vídeo davant el jutge O'Hara, acusats de l'assassinat de McKee, de tenir una pistola i municions amb detonació i de delictes relacionats amb el motí, cosa que van negar. Encara s'ha de celebrar un judici complet en una data a fixar.

### Mitjans de comunicació
La figura de McKee i l'intent dels seus amics d'obtenir una condemna després de la seva mort, són el tema d'un documental, The Real Derry Girls, realitzat per Peter Taylor per a la BBC.
La pel·lícula Lyra, d'⁣Alison Millar, que va ser mentora i amiga de McKee, es va projectar als cinemes del Regne Unit i irlandesos el novembre del 2022. Es va emetre a Channel 4 l'abril de 2023. Va rebre el premi Tim Hetherington al Sheffield Documentary Festival i el premi del públic al Cork Film Festival. El 5 d'octubre de 2023 s'estrenaria als Països Catalans subtitulada en català.